# Славянские гидронимы
Славянские гидронимы — названия водных объектов (рек, ручьёв, озёр) славянского происхождения. Как правило гидронимы представляют собой самый архаичный пласт топонимов, поскольку они редко подвергаются переименованию.
Так в центральной России славянские гидронимы составляют поздний пласт, который накладывается на балтийские и финские гидронимы. Названия крупных рек славяне обыкновенно заимствовали от местного населения и лишь мелким притокам давали свои имена. Так Ока имеют финское происхождение (ср. фин. Joki — река, хотя существуют версии и о индоевропейском корне этого слова ср. лат. Aqua — вода), а Гвоздня, Долгуша, Каменка и Песочня славянское.
К славянским гидронимам обыкновенно относятся те названия, которые содержат славянскую лексику и морфологию: Каменка — камень и речной суффикс -ка. Иногда дославянский корень может быть трансформирован в славянском языке Мья — Мойка. Вместе с тем, суффикс -ка характерен для названий эпохи становления Российского государства, тогда как более старые славянские гидронимы отличаются суффиксами -на (Крапивна), и -ица (Белица, Черница).
Есть проблема размежевания архаичных балтийских и славянских гидронимов, так как существует гипотеза о балто-славянском родстве языков. Например, реки Волхов, Ловать, Тосна и Шелонь имеет предпочтительную балтийскую этимологию, хотя их балтийская атрибуция нередко оспаривается.
Исконные славянские гидронимы предположительно расположены на территории славянской прародины, помещаемой на землях современной Польши и Украины, однако и там существует дославянские гидронимы: Днепр, Днестр и Сан имеют фракийскую этимологию. Висле и Дунаю приписывают кельтскую этимологию. Поэтому «польский автохтонизм» нередко оспаривается. К «бесспорно славянским» гидронимам относят Припять и Десна. Также славянские гидронимы фиксируются на Северной Буковине.